# Copa Libertadores da América de 1981
A Copa Libertadores da América de 1981 foi a 22.ª edição da competição de futebol realizada todos os anos pela Confederação Sul-Americana de Futebol. Equipes das dez associações sul-americanas participaram do torneio.
O Flamengo, do Brasil, conquistou o seu primeiro título da competição ao superar o Cobreloa, do Chile, em um jogo de desempate no Estádio Centenário, no Uruguai, pelo placar de 2–0, com gols de Zico. Com a conquista, o clube pôde disputar a Copa Intercontinental, em dezembro do mesmo ano, no Japão, contra o Liverpool, da Inglaterra, campeão da Liga dos Campeões da Europa 1980-81. Segundo uma lista divulgada em 2015 pela Conmebol, o Rubro-negro registrou um público somado de mais de 500.000 espectadores nos seis jogos que disputou no Maracanã, sendo este o maior público já registrado em uma edição da Copa Libertadores da América.
Dentre os jogadores do River Plate que participaram da Copa Libertadores da América de 1981, havia jogadores veteranos e campeões da Copa do Mundo de 1978 com a seleção argentina, como Fillol (31 anos), Pasarella (28 anos), Tarantini (26 anos), Oscar Ortiz (28 anos), Houseman e Kempes.

## Equipes classificadas
| País                                | Equipe                 | Classificação                                         |
| ----------------------------------- | ---------------------- | ----------------------------------------------------- |
| Argentina · (2 vagas)               | River Plate            | Campeão do Campeonato Metropolitano de 1980           |
| Argentina · (2 vagas)               | Rosário Central        | Campeão do Campeonato Nacional de 1980                |
| Bolívia · (2 vagas)                 | Jorge Wilstermann      | Campeão da Primeira Divisão de 1980                   |
| Bolívia · (2 vagas)                 | The Strongest          | Vice-campeão da Primeira Divisão 1980                 |
| Brasil · (2 vagas)                  | Flamengo               | Campeão do Campeonato Brasileiro Série A de 1980      |
| Brasil · (2 vagas)                  | Atlético Mineiro       | Vice-campeão do Campeonato Brasileiro Série A de 1980 |
| Chile · (2 vagas)                   | Cobreloa               | Campeão da Primeira Divisão de 1980                   |
| Chile · (2 vagas)                   | Universidad de Chile   | Vice-campeão da Primeira Divisão de 1980              |
| Colômbia · (2 vagas)                | Junior de Barranquilla | Campeão da Primeira Divisão de 1980                   |
| Colômbia · (2 vagas)                | Deportivo Cali         | Vice-campeão da Primeira Divisão de 1980              |
| Equador · (2 vagas)                 | Barcelona de Guayaquil | Campeão do Campeonato Equatoriano de 1980             |
| Equador · (2 vagas)                 | Técnico Universitario  | Vice-campeão do Campeonato Equatoriano de 1980        |
| Paraguai · (2 vagas)                | Olimpia                | Campeão da Primeira Divisão de 1980                   |
| Paraguai · (2 vagas)                | Cerro Porteño          | Vice-campeão da Primeira Divisão de 1980              |
| Peru · (2 vagas)                    | Sporting Cristal       | Campeão do Campeonato Descentralizado de 1980         |
| Peru · (2 vagas)                    | Atlético Torino        | Vice-campeão do Campeonato Descentralizado de 1980    |
| Uruguai · (2 vagas + atual campeão) | Nacional               | Campeão da Libertadores de 1980                       |
| Uruguai · (2 vagas + atual campeão) | Bella Vista            | Campeão da Mini-Liga Pré Libertadores de 1980         |
| Uruguai · (2 vagas + atual campeão) | Peñarol                | Vice-campeão da Mini-Liga Pré Libertadores de 1980    |
| Venezuela · (2 vagas)               | Estudiantes de Mérida  | Campeão da Primeira Divisão de 1980                   |
| Venezuela · (2 vagas)               | Portuguesa             | Vice-campeão da Primeira Divisão de 1980              |

## Fase de grupos
As partidas da fase de grupos foram disputadas entre 18 de março e 14 de agosto. A melhor equipe de cada grupo avançou para a semifinal, totalizando 5 classificados. O campeão anterior classifica-se diretamente à fase final. Em caso de empate, as duas equipes farão uma partida de desempate em campo neutro.

### Grupo 1 (ArgentinaeColômbia)
| Equipes                | Pts | J | V | E | D | GP | GC | SG  |
| ---------------------- | --- | - | - | - | - | -- | -- | --- |
| Deportivo Cali         | 8   | 6 | 4 | 0 | 2 | 10 | 6  | +4  |
| River Plate            | 7   | 6 | 3 | 1 | 2 | 9  | 6  | +3  |
| Rosário Central        | 6   | 6 | 3 | 0 | 3 | 11 | 7  | +4  |
| Junior de Barranquilla | 3   | 6 | 1 | 1 | 4 | 3  | 14 | -13 |

|                        | DCA | JUN | RIV | RCE |
| ---------------------- | --- | --- | --- | --- |
| Deportivo Cali         | –   | 1–0 | 2–1 | 4–1 |
| Junior de Barranquilla | 1–0 | –   | 0–0 | 1–2 |
| River Plate            | 1–2 | 3–0 | –   | 3–2 |
| Rosário Central        | 2–1 | 5–0 | 0–1 | –   |

### Grupo 2 (UruguaieVenezuela)
| Equipes               | Pts | J | V | E | D | GP | GC | SG  |
| --------------------- | --- | - | - | - | - | -- | -- | --- |
| Peñarol               | 11  | 6 | 5 | 1 | 0 | 13 | 3  | +10 |
| Bella Vista           | 9   | 6 | 4 | 1 | 1 | 16 | 5  | +11 |
| Estudiantes de Mérida | 2   | 6 | 0 | 2 | 4 | 5  | 14 | -9  |
| Portuguesa            | 2   | 6 | 0 | 2 | 4 | 1  | 13 | -12 |

|                       | BVI | ETM | PEN | POR |
| --------------------- | --- | --- | --- | --- |
| Bella Vista           | –   | 3–1 | 0–0 | 4–0 |
| Estudiantes de Mérida | 1–4 | –   | 0–2 | 1–1 |
| Peñarol               | 3–1 | 4–2 | –   | 3–0 |
| Portuguesa            | 0–4 | 0–0 | 0–1 | –   |

### Grupo 3 (BrasileParaguai)
| Equipes          | Pts | J | V | E | D | GP | GC | SG |
| ---------------- | --- | - | - | - | - | -- | -- | -- |
| Flamengo         | 8   | 6 | 2 | 4 | 0 | 14 | 9  | +5 |
| Atlético Mineiro | 8   | 6 | 2 | 4 | 0 | 8  | 6  | +2 |
| Cerro Porteño    | 4   | 6 | 1 | 2 | 3 | 9  | 12 | -3 |
| Olimpia          | 4   | 6 | 0 | 4 | 2 | 1  | 5  | -4 |

|                  | ATM | CPO | FLA | OLI |
| ---------------- | --- | --- | --- | --- |
| Atlético Mineiro | –   | 2–2 | 2–2 | 1–0 |
| Cerro Porteño    | 0–1 | –   | 2–4 | 0–0 |
| Flamengo         | 2–2 | 5–2 | –   | 1–1 |
| Olimpia          | 0–0 | 0–3 | 0–0 | –   |

| Jogo de desempate | Placar |
| ----------------- | ------ |
| Flamengo          | 3      |
| Atlético Mineiro  | 0      |

- Para decidir o primeiro colocado neste grupo ocorreu um jogo de desempate entre Flamengo e Atlético Mineiro no Estádio Serra Dourada em Goiânia, dia 21 de agosto. O jogo terminou aos 37 minutos do primeiro tempo, com o placar de 0 a 0, em função da expulsão de diversos jogadores atleticanos, dando o placar de 3 a 0 por W.O. em favor do time carioca.

### Grupo 4 (BolíviaeEquador)
| Equipes                | Pts | J | V | E | D | GP | GC | SG |
| ---------------------- | --- | - | - | - | - | -- | -- | -- |
| The Strongest          | 8   | 6 | 4 | 0 | 2 | 13 | 9  | +4 |
| Jorge Wilstermann      | 8   | 6 | 4 | 0 | 2 | 9  | 9  | 0  |
| Barcelona de Guayaquil | 6   | 6 | 3 | 0 | 3 | 8  | 8  | 0  |
| Técnico Universitario  | 2   | 6 | 1 | 0 | 5 | 11 | 15 | -4 |

|                        | BAR | JWI | TEC | STR |
| ---------------------- | --- | --- | --- | --- |
| Barcelona de Guayaquil | –   | 3–0 | 2–1 | 2–1 |
| Jorge Wilstermann      | 1–0 | –   | 3–1 | 3–2 |
| Técnico Universitario  | 4–1 | 1–2 | –   | 2–3 |
| The Strongest          | 1–0 | 2–0 | 4–2 | –   |

| Jogo de desempate | Placar |
| ----------------- | ------ |
| The Strongest     | 1      |
| Jorge Wilstermann | 4      |

### Grupo 5 (ChileePeru)
| Equipes              | Pts | J | V | E | D | GP | GC | SG  |
| -------------------- | --- | - | - | - | - | -- | -- | --- |
| Cobreloa             | 9   | 6 | 3 | 3 | 0 | 14 | 3  | +11 |
| Sporting Cristal     | 8   | 6 | 3 | 2 | 1 | 9  | 11 | -2  |
| Universidad de Chile | 6   | 6 | 2 | 2 | 2 | 8  | 6  | +2  |
| Atlético Torino      | 1   | 6 | 0 | 1 | 5 | 5  | 16 | -11 |

|                      | ATT | COB | SCR | UCH |
| -------------------- | --- | --- | --- | --- |
| Atlético Torino      | –   | 1–1 | 1–2 | 1–2 |
| Cobreloa             | 6–1 | –   | 6–1 | 1–0 |
| Sporting Cristal     | 2–1 | 0–0 | –   | 3–2 |
| Universidad de Chile | 3–0 | 0–0 | 1–1 | –   |

## Fase semifinal

### Grupo A
| Equipes           | Pts | J | V | E | D | GP | GC | SG |
| ----------------- | --- | - | - | - | - | -- | -- | -- |
| Flamengo          | 8   | 4 | 4 | 0 | 0 | 10 | 2  | +8 |
| Deportivo Cali    | 3   | 4 | 1 | 1 | 2 | 2  | 5  | -3 |
| Jorge Wilstermann | 1   | 4 | 0 | 1 | 3 | 3  | 8  | -5 |

|                   | DCA | FLA | JWI |
| ----------------- | --- | --- | --- |
| Deportivo Cali    | –   | 0–1 | 1–0 |
| Flamengo          | 3–0 | –   | 4–1 |
| Jorge Wilstermann | 1–1 | 1–2 | –   |

### Grupo B
| Equipes  | Pts | J | V | E | D | GP | GC | SG |
| -------- | --- | - | - | - | - | -- | -- | -- |
| Cobreloa | 7   | 4 | 3 | 1 | 0 | 9  | 5  | +4 |
| Nacional | 3   | 4 | 0 | 3 | 1 | 5  | 6  | -1 |
| Peñarol  | 2   | 4 | 0 | 2 | 2 | 4  | 7  | -3 |

|          | COB | CNF | PEN |
| -------- | --- | --- | --- |
| Cobreloa | –   | 2–2 | 4–2 |
| Nacional | 1–2 | –   | 1–1 |
| Peñarol  | 0–1 | 1–1 | –   |

## Final
| Time     | Pts | J | V | E | D | GP | GC | SG |
| -------- | --- | - | - | - | - | -- | -- | -- |
| Flamengo | 4   | 3 | 2 | 0 | 1 | 4  | 2  | +2 |
| Cobreloa | 2   | 3 | 1 | 0 | 2 | 2  | 4  | -2 |

### Jogo de ida
| 13 de novembro | Flamengo            | 2 – 1 | Cobreloa          | Estádio do Maracanã, Rio de Janeiro       |
|                | Zico 12', 30' (pen) |       | Merello 65' (pen) | Público: 153,985 Árbitro: Carlos Espósito |

| Flamengo | Cobreloa |

| G                      | 20 | Raul       |                 |
| LD                     | 2  | Leandro    |                 |
| Z                      | 17 | Figueiredo |                 |
| Z                      | 14 | Mozer      |                 |
| LE                     | 5  | Júnior     |                 |
| V                      | 6  | Andrade    |                 |
| M                      | 8  | Adílio     |                 |
| M                      | 10 | Zico       |                 |
| A                      | 12 | Tita       |                 |
| A                      | 9  | Nunes      |                 |
| A                      | 22 | Lico       | Substituído     |
| Substituições:         |    |            |                 |
| A                      | 11 | Baroninho  | Entrou em campo |
| Treinador:             |    |            |                 |
| Paulo César Carpegiani |    |            |                 |

| G                 | 1  | Óscar Wirth        |                 |
| LD                | 18 | Carlos Rojas       |                 |
| Z                 | 4  | Mario Soto         |                 |
| Z                 | 2  | Hugo Tabilo        |                 |
| LE                | 20 | Enzo Escobar       |                 |
| V                 | 6  | Eduardo Jiménez    |                 |
| M                 | 14 | Armando Alarcón    |                 |
| M                 | 8  | Victor Merello     |                 |
| A                 | 7  | Oscar Múñoz        |                 |
| A                 | 9  | Jorge Luis Siviero | Substituído     |
| A                 | 11 | Hector Puebla      |                 |
| Substituições:    |    |                    |                 |
| M                 | 10 | Rubén Gómez        | Entrou em campo |
| Treinador:        |    |                    |                 |
| Vicente Cantatore |    |                    |                 |

### Jogo de volta
| 20 de novembro | Cobreloa    | 1 – 0 | Flamengo | Estádio Nacional, Santiago             |
|                | Merello 79' |       |          | Público: 61,721 Árbitro: Ramón Barreto |

| Cobreloa | Flamengo |

| G                 | 1  | Óscar Wirth        |                 |
| LD                | 6  | Eduardo Jiménez    |                 |
| Z                 | 2  | Hugo Tabilo        |                 |
| Z                 | 4  | Mario Soto         |                 |
| LE                | 20 | Enzo Escobar       |                 |
| V                 | 8  | Victor Merello     |                 |
| M                 | 14 | Armando Alarcón    |                 |
| M                 | 10 | Rubén Gómez        | Substituído     |
| A                 | 11 | Hector Puebla      |                 |
| A                 | 9  | Jorge Luis Siviero |                 |
| A                 | 15 | Washington Olivera |                 |
| Substituições:    |    |                    |                 |
| A                 | 7  | Oscar Múñoz        | Entrou em campo |
| Treinador:        |    |                    |                 |
| Vicente Cantatore |    |                    |                 |

| G                      | 20 | Raul       |                 |
| LD                     | 2  | Leandro    |                 |
| Z                      | 17 | Figueiredo |                 |
| Z                      | 14 | Mozer      |                 |
| LE                     | 5  | Júnior     |                 |
| V                      | 6  | Andrade    |                 |
| M                      | 8  | Adílio     |                 |
| M                      | 10 | Zico       |                 |
| A                      | 12 | Tita       |                 |
| A                      | 9  | Nunes      | Substituído     |
| A                      | 22 | Lico       | Substituído     |
| Substituições:         |    |            |                 |
| LD                     | 19 | Nei Dias   | Entrou em campo |
| A                      | 11 | Baroninho  | Entrou em campo |
| Treinador:             |    |            |                 |
| Paulo César Carpegiani |    |            |                 |

### Jogo de desempate
| 23 de novembro | Flamengo      | 2 — 0 | Cobreloa | Estádio Centenario, Montevidéu         |
|                | Zico 13', 84' |       |          | Público: 30,200 Árbitro: Roque Cerullo |

| Flamengo | Cobreloa |

| Flamengo:              |    |          |                                   |                                   |
|                        |    |          |                                   |                                   |
| G                      | 20 | Raul     |                                   |                                   |
| LD                     | 19 | Nei Dias |                                   |                                   |
| Z                      | 4  | Marinho  |                                   |                                   |
| Z                      | 14 | Mozer    |                                   |                                   |
| LE                     | 5  | Júnior   |                                   |                                   |
| V                      | 6  | Andrade  | Penalizado · Penalizado · Expulso |                                   |
| M                      | 2  | Leandro  |                                   |                                   |
| M                      | 10 | Zico     |                                   |                                   |
| A                      | 12 | Tita     |                                   |                                   |
| A                      | 9  | Nunes    | 86'                               |                                   |
| A                      | 8  | Adílio   |                                   |                                   |
| Substituições:         |    |          |                                   |                                   |
| A                      | 25 | Anselmo  | 86'                               | Penalizado · Penalizado · Expulso |
| Treinador:             |    |          |                                   |                                   |
| Paulo César Carpegiani |    |          |                                   |                                   |

| Cobreloa:         |    |                    |                                   |
|                   |    |                    |                                   |
| G                 | 1  | Óscar Wirth        |                                   |
| LD                | 2  | Hugo Tabilo        |                                   |
| Z                 | 3  | Juan Páez          | 40'                               |
| Z                 | 4  | Mario Soto         | Penalizado · Penalizado · Expulso |
| LE                | 20 | Enzo Escobar       |                                   |
| V                 | 6  | Eduardo Jiménez    | Penalizado · Penalizado · Expulso |
| M                 | 14 | Armando Alarcón    | Penalizado · Penalizado · Expulso |
| M                 | 8  | Victor Merello     |                                   |
| A                 | 11 | Hector Puebla      |                                   |
| A                 | 9  | Jorge Luis Siviero | 24'                               |
| A                 | 15 | Washington Olivera |                                   |
| Substituições:    |    |                    |                                   |
| A                 | 7  | Oscar Múñoz        | 40'                               |
| Treinador:        |    |                    |                                   |
| Vicente Cantatore |    |                    |                                   |

Homem da Partida:
 Zico

Assistentes:
 Juan Cardelino
 Ramón Barreto

## Premiações

### Equipe
| Copa Libertadores da América de 1981 |
| Brasil                               |
| ------------------------------------ |
| FLAMENGO Campeão (1º título)         |

Individuais
| Melhor jogador | Artilheiro | Gols |
| -------------- | ---------- | ---- |
| Zico           | Zico       | 11   |

### Artilheiros
11 gols
- Zico

6 gols
- Nunes

3 gols
- Adílio
- Baroninho

2 gols
- Chiquinho Carioca

1 gol
- Tita
- Anselmo
- Marinho

### Assistências
3 Assistências
- Zico
- Júnior
- Adílio

2 Assistências
- Baroninho
- Tita
- Chiquinho Carioca

1 Assistência
- Leandro
- Nunes
- Lico

## Classificação Geral
| Pos | Times                  | P  | J  | V | E | D | GP | GC | SG  | Resultado     |
| --- | ---------------------- | -- | -- | - | - | - | -- | -- | --- | ------------- |
| 1   | Flamengo               | 20 | 13 | 8 | 4 | 1 | 28 | 13 | +15 | Campeão       |
| 2   | Cobreloa               | 18 | 13 | 7 | 4 | 2 | 25 | 12 | +13 | Vice campeão  |
| 3   | Peñarol                | 13 | 10 | 5 | 3 | 2 | 17 | 10 | +7  | Semifinal     |
| 4   | Deportivo Cali         | 11 | 10 | 5 | 1 | 4 | 12 | 11 | +1  | Semifinal     |
| 5   | Jorge Wilstermann      | 9  | 10 | 4 | 1 | 5 | 12 | 17 | -5  | Semifinal     |
| 6   | Nacional               | 3  | 4  | 0 | 3 | 1 | 5  | 6  | -1  | Semifinal     |
| 7   | Bella Vista            | 9  | 6  | 4 | 1 | 1 | 16 | 5  | +11 | Primeira Fase |
| 8   | The Strongest          | 8  | 6  | 4 | 0 | 2 | 13 | 9  | +4  | Primeira Fase |
| 9   | Atlético Mineiro       | 8  | 6  | 2 | 4 | 0 | 8  | 6  | +2  | Primeira Fase |
| 10  | Sporting Cristal       | 8  | 6  | 3 | 2 | 1 | 9  | 11 | -2  | Primeira Fase |
| 11  | River Plate            | 7  | 6  | 3 | 1 | 2 | 9  | 6  | +3  | Primeira Fase |
| 12  | Barcelona de Guayaquil | 6  | 6  | 3 | 0 | 3 | 8  | 8  | 0   | Primeira Fase |
| 13  | Universidad de Chile   | 6  | 6  | 2 | 2 | 2 | 8  | 6  | +2  | Primeira Fase |
| 14  | Rosário Central        | 6  | 6  | 3 | 0 | 3 | 11 | 7  | +4  | Primeira Fase |
| 15  | Cerro Porteño          | 4  | 6  | 1 | 2 | 3 | 9  | 12 | -3  | Primeira Fase |
| 16  | Olimpia                | 4  | 6  | 0 | 4 | 2 | 1  | 5  | -4  | Primeira Fase |
| 17  | Junior de Barranquilla | 3  | 6  | 1 | 1 | 4 | 3  | 14 | -13 | Primeira Fase |
| 18  | Técnico Universitario  | 2  | 6  | 1 | 0 | 5 | 11 | 15 | -4  | Primeira Fase |
| 19  | Estudiantes de Mérida  | 2  | 6  | 0 | 2 | 4 | 5  | 14 | -9  | Primeira Fase |
| 20  | Portuguesa             | 2  | 6  | 0 | 2 | 4 | 1  | 13 | -12 | Primeira Fase |
| 21  | Atlético Torino        | 1  | 6  | 0 | 1 | 5 | 5  | 16 | -11 | Primeira Fase |